# Buguan
Buguan (kinesiska: 部官, 部官乡) är en socken i Kina. Den ligger i provinsen Shanxi, i den norra delen av landet, omkring 350 kilometer söder om provinshuvudstaden Taiyuan. Antalet invånare är 15 248. Befolkningen består av 7 518 kvinnor och 7 730 män. Barn under 15 år utgör 15,0 %, vuxna 15-64 år 75 %, och äldre över 65 år 9,0 %.
Genomsnittlig årsnederbörd är 661 millimeter. Den regnigaste månaden är juli, med i genomsnitt 151 mm nederbörd, och den torraste är december, med 3 mm nederbörd.